# NGC 2516
NGC 2516 (Caldwell 96) est un amas ouvert,, connu sous le nom d'Amas du Sprinter, situé dans la constellation de la Carène. Il a été découvert par l'astronome français Nicolas-Louis de Lacaille en 1751.
NGC 2516 est à environ 409 pc (∼1 330 al) du système solaire et les dernières estimations donnent un âge de 113 millions d'années. La taille apparente de l'amas est de 22 minutes d'arc, ce qui, compte tenu de la distance, donne une taille réelle maximale d'environ 8,5 années-lumière.
Selon la classification des amas ouverts de Robert Trumpler, cet amas renferme plus de 100 étoiles (lettre r) dont la concentration est forte (I) et dont les magnitudes se répartissent sur un grand intervalle (le chiffre 3).

## Observation

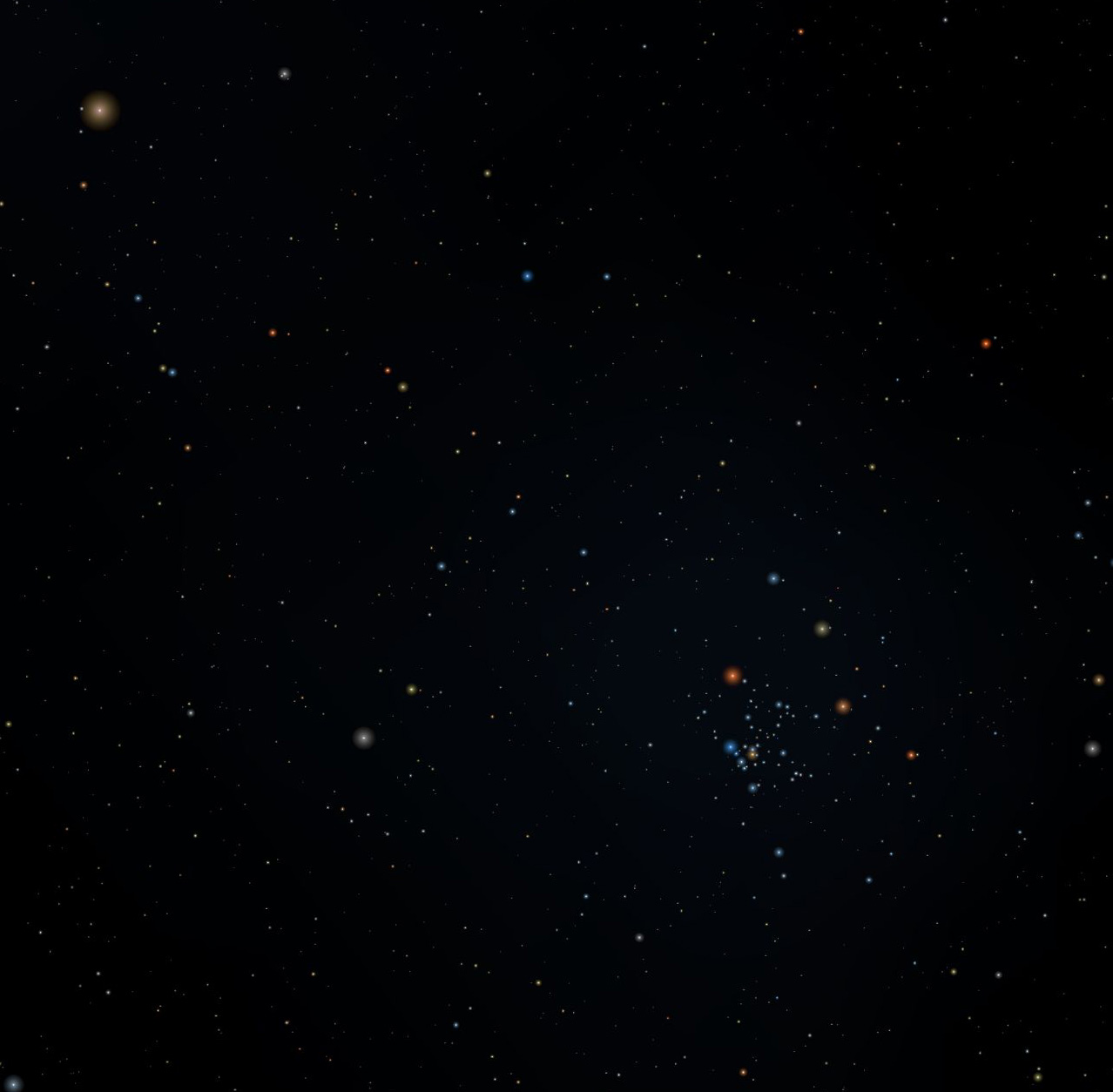
NGC 2516 par Roberto Mura.

Sa déclinaison australe fait qu'il n'est pas observable depuis l'hémisphère Nord hors zone tropicale. Pour le trouver, on part de l'astérisme de la Fausse Croix, à cheval entre les constellations des Voiles et de la Carène. On prolonge légèrement le grand axe des Voiles vers la Carène : le Sprinter est décelable à l’œil nu par bonnes conditions de visibilité, sous la forme d'une petite tache floue.